# Antalya (provincie)
Antalya is een provincie in Turkije en ligt aan de zuidkust aan de Levantijnse Zee, aan de Golf van Antalya. De provincie is 20.599 km² groot en telt 2.328.555 inwoners (2016). De hoofdstad is Antalya.
Het westen van de provincie is ook als Lycië bekend.

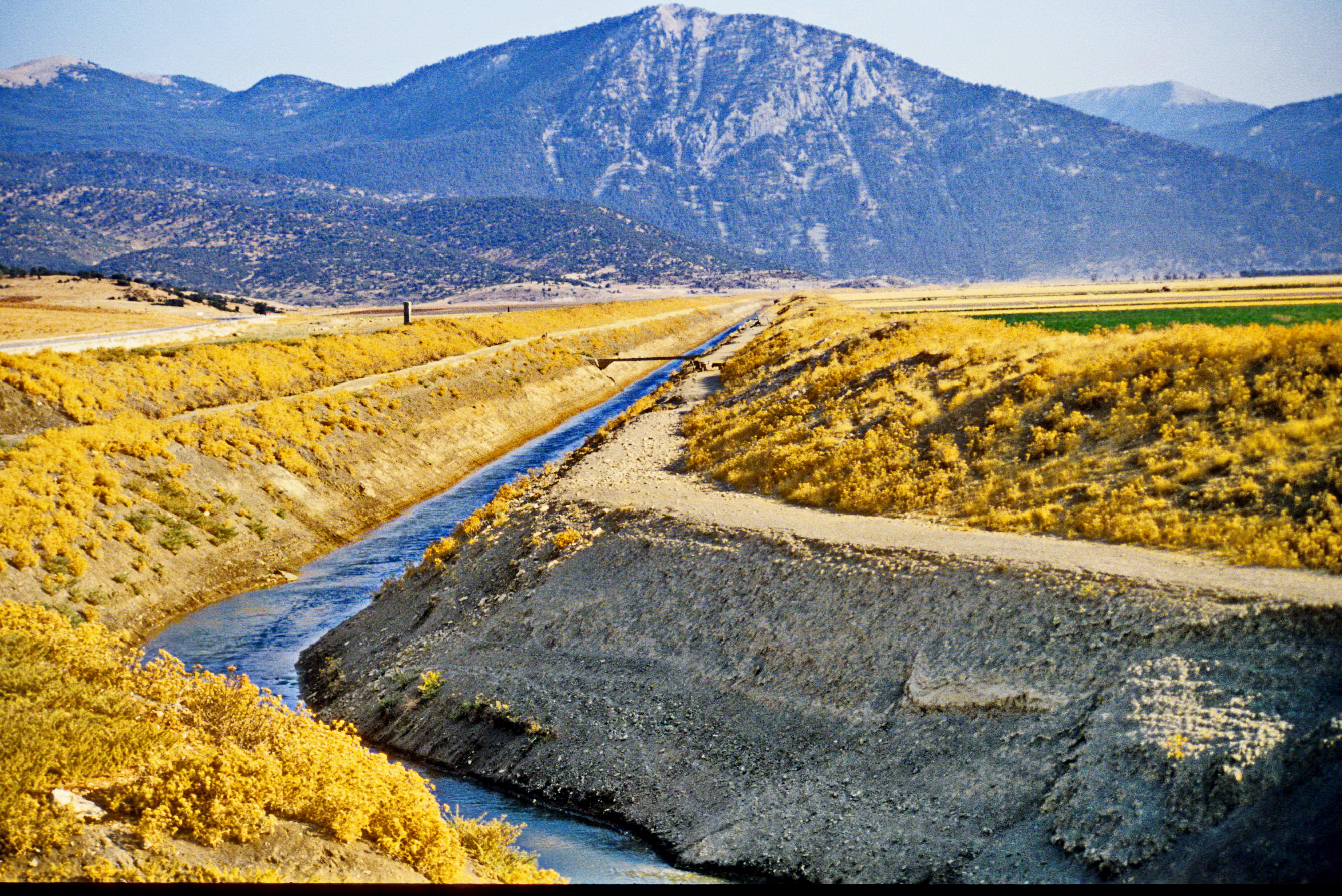
Irrigatiekanaal en landschap bij Yakaçiftlik

## Demografie
Antalya is een van de snelst groeiende provincies in Turkije. Het aantal inwoners bedroeg in 2016 2.328.555 terwijl dit nog maar 1.719.751 inwoners bij de volkstelling van 2000. De bevolking neemt het snelst toe in Konyaaltı met 6,08% en Döşemealtı met 5,39%. De districten met een plattelandsbevolking dalen echter in een rap tempo (net als in de rest van Turkije). De districten met de hoogste bevolkingsafname zijn Gündoğmuş met -3,61%,  Akseki met -3,24% en İbradı met -3,01%. Ongeveer zeventig procent woont in steden.

## Bestuurlijke indeling

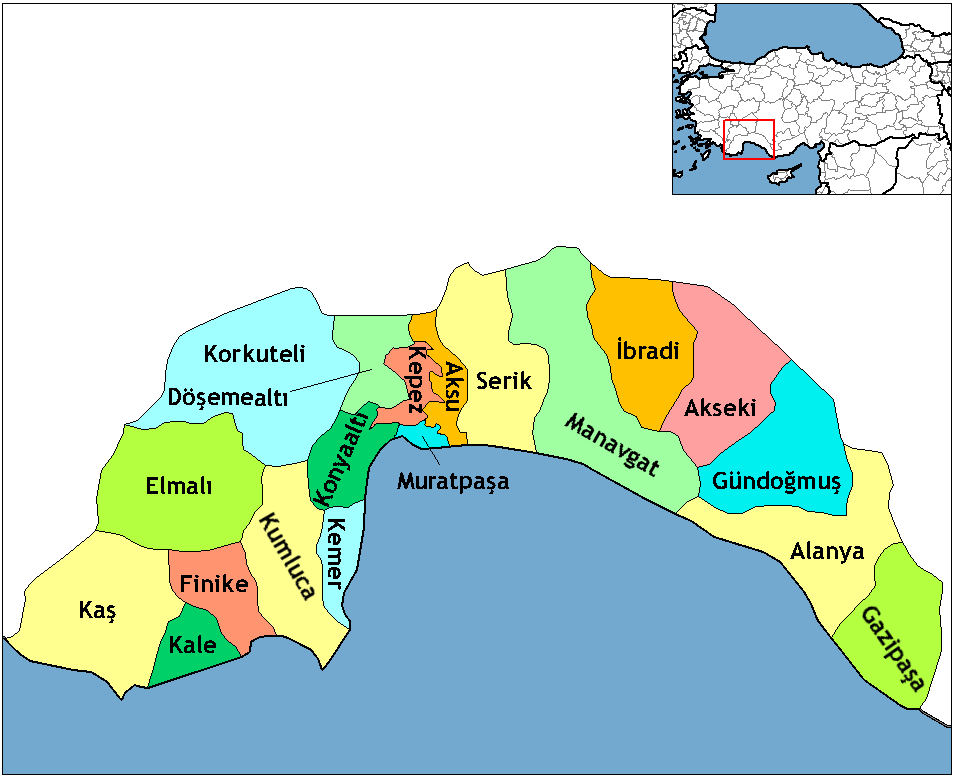
Districten van Antalya

### Districten
De provincie bestaat uit de volgende 15 districten:
| - Akseki - Alanya - Elmalı - Finike - Gazipaşa | - Gündoğmuş - İbradı - Kale - Kaş - Kemer | - Korkuteli - Kumluca - Manavgat - Muratpaşa (Antalya) - Serik |

## Archeologie
In de provincie zijn verschillende, belangrijke archeologische vindplaatsen. Het Museum van Antalya herbergt vondsten uit deze sites.
- Grot van Karain (Middenpaleolithicum)
- Grot van Öküzini (Epipaleolithicum)
- Grot van Beldibi (Mesolithicum)